# Fabian von Lossainen

Fabian von Lossainen – Bischof von Ermland vom 5. Dezember 1512 bis 30. Januar 1523

Fabian von Lossainen, polnisch Fabian Luzjański, lateinisch Fabianus Lusianus; auch Fabian Tettinger, (* um 1470 in Königsberg (Preußen); † 30. Januar 1523 in Heilsberg) war zunächst Domherr, dann Fürstbischof des Ermlands. Der Name bezieht sich auf Loßainen (bis 1936: Loszainen), ein Dorf am Legiener See bei Rößel im Ermland.

## Leben
Er studierte an den Universitäten Köln und Bologna, wo er als Jurist des Kirchenrechtes zum Doktor der Rechte promoviert wurde. Ab 1493 war er Domherr am Frauenburger Dom. Dort wirkte er gemeinsam mit Nikolaus Kopernikus, der ihn in späteren Jahren als Arzt betreute. Nach dem Tod von Lucas Watzenrode wurde Fabian von Lossainen am 5. April 1512 vom Ermländer Domkapitel als dessen Nachfolger im Bischofsamt ausgewählt. Dies wurde vom König Sigismund I. am 6. Juli 1512 akzeptiert, im September auch vom Papst, und am 5. Dezember 1512 wurde er durch den Primas Jan Łaski zum Bischof Ermlands geweiht.
Seine Amtszeit war vom Konflikt zwischen dem Deutschen Ritterorden und dem Polnischen König sowie der aufkommenden Reformation bestimmt. Im Petrikauer Vertrag von 1519 wurden Einschränkungen für die Bischofswahl im Ermland festgelegt. Im selben Jahr brach der Reiterkrieg aus, der das Bistum verwüstete. Fabian starb, bevor er zum Kardinal ernannt werden konnte.